# Alodiusz
Alodiusz – imię męskie urobione od frankońskiego al-ôd, co oznacza „dziedzictwo, pełne posiadanie”. Imię to łączy się także ze średniowiecznym łacińskim wyrazu allodium, który oznaczał „majątek ziemski wolny od ciężarów i powinności lennych”, a pochodzi również od tego samego wyrazu frankońskiego. W Kościele katolickim istnieje kilku świętych patronów tego imienia, m.in. św. Alodiusz, biskup Auxerre, następca św. Germana. 
Alodiusz imieniny obchodzi 28 września.
Żeński odpowiednik: Alodia.